# Édouard Risler
 (avril 2024).
Si vous disposez d'ouvrages ou d'articles de référence ou si vous connaissez des sites web de qualité traitant du thème abordé ici, merci de compléter l'article en donnant les références utiles à sa vérifiabilité et en les liant à la section « Notes et références ».
Pour les articles homonymes, voir Risler.
Joseph Édouard (Édouard Joseph) Risler, né le 23 février 1873 à Baden-Baden (Grand-duché de Bade) et mort le 21 juillet 1929 à Paris (8e arrondissement), est un pianiste français.

## Biographie
Ses parents sont Auguste Risler, artiste peintre alsacien, et Elisabeth Hertweck, d'origine allemande. 
Il travaille avec Diémer et Dubois au Conservatoire de Paris de 1883 à 1890. Puis, il se perfectionne an Allemagne avec Klindworth, d'Albert et Stavenhagen. Il est le répétiteur au Festpielhaus de Bayreuth en 1896.
Il s'impose très vite comme l'un des grands pianistes français de son temps, ouvert à la musique de son époque comme à l'héritage romantique allemand. Il est le pianiste des grands cycles : présentation en concert des 32 sonates de Beethoven d'octobre à décembre 1905, salle Pleyel du 22 rue Rochechouart, l'œuvre intégrale de Chopin ou le Clavier bien tempéré de Jean-Sébastien Bach.
En 1897-98, il enseigne à la Schola Cantorum (classe de piano supérieur). Il devient professeur au Conservatoire de Paris en 1907. Il se marie avec Émilie Soalhat-Girette (1876-1917), fille d’Élisabeth Soalhat, fille adoptive de Jean Girette et cantatrice amateure soprano pour qui leur ami Gabriel Fauré écrit plusieurs de ses mélodies. Ils auront deux enfants : l'illustre Élisabeth Risler-François (1905-1989), personnalité du scoutisme protestant, Juste parmi les nations, et Jean-François Risler (1910-1952). Il a entretenu une dense correspondance avec son ami le compositeur Reynaldo Hahn, qui lui dédie la mélodie Fleur fânée (1894) et en consacre une autre à sa femme, Eau printanière (1907, 6e mélodie du recueil Les Feuilles blessées). Il jouera en première audition la Sonatine en ut majeur de Reynaldo Hahn (avril 1908, salle Érard).
Chabrier lui dédie sa Bourrée fantasque, Enrique Granados Coloquio en la reja, extrait des Goyescas. Il est nommé chevalier de la légion d'honneur le 7 août 1923.
Il est enterré au cimetière du Père-Lachaise (94e division).

## Ses créations
- Quelques danses d'Ernest Chausson (1897)
- Ronde champêtre, Ballabile, Feuillet d'album d'Emmanuel Chabrier (3 avril 1897)
- Sonate pour piano de Paul Dukas (1901)
- Variations, interlude et finale sur un thème de Rameau de Paul Dukas (1903)
- Variations pour 2 pianos de Georges Enesco (avec Alfred Cortot)
- Barcarolle no 6, Dolly (avec Alfred Cortot) en 1898, Impromtu no 4 (1907), Barcarolle no 8 (1907) de Gabriel Fauré
- Promenades d'Albéric Magnard (Concerts Durand, 1911)